# Alpo Suhonen
Alpo "Ape" Suhonen, född 17 juni 1948 i Valkeakoski, Finland, är en finländsk ishockeytränare, tv-kommentator och kulturperson. Suhonen blev den första europeiska huvudtränaren i NHL sedan 1940-talet, när han blev tränare för Chicago Black Hawks i maj 2000.
Alpo Suhonen tillbringade sin ungdom i Björneborg. Han spelade i FM-serien mellan 1965 och 1971 med Karhut, Ässät och Jokerit. Säsongen 1970–1971 vann han FM-guld med Ässät. 
Sedan 1975 har Suhonen fungerat som tränare i flera klubbar och landslag i Finland, Schweiz och Nordamerika. Han har varit assisterande coach i Winnipeg Jets och Toronto Maple Leafs och huvudtränare i Chicago Black Hawks. Suhonen var också tränare för Finlands herrlandslag 1982–1986.
I början av 1990-talet arbetade Suhonen  två år som direktör för Åbo stadsteater och 2004–2005 var han VD för Pori Jazz festival i Björneborg. Han äger ett konstgalleri i Forssa där han är bosatt. Suhonen var Socialdemokraternas kandidat till Europaparlamentet 1999 och kandidat till Finlands riksdag 2011 för Gröna förbundet. Han har också skrivit flera böcker och är kommentator i ishockeysändningar i Finlands TV.

## Spelarkarriär
- Karhut 1965–1967
- Ässät 1967–1969, 1970–1971
- Jokerit 1969–1970
- FoPS 1971–1975 (spelarcoach)

## Tränarkärriär
| - FoPS 1975–1978 - Finlands U18-herrlandslag 1977–1978 - HC Ambri-Piotta 1978–1979 - SaiPa 1979–1981 - Finlands B-landslag 1980–1982 - Finlands U20-herrlandslag 1981–1982 - Finlands herrlandslag 1982–1986 - ZSC Zürich 1986–1988 - Moncton Hawks 1988 - HPK 1988–1989 - Winnipeg Jets 1989–1990, 1992–1993 (assisterande coach) | - Jokerit 1993 - EHC Kloten 1995–1997 - HPK 1997–1998 - Chicago Wolves 1998 - Toronto Maple Leafs 1998–2000 (assisterande coach) - Chicago Black Hawks 2000–2001 - IFK Helsingfors 2002–2004 - SC Bern 2005–2007 - Ässät 2007–2009 - Kloten Flyers 2009–2011 (sportchef) - HC05 Banská Bystrica 2011 |